# راي رودريغوس
راي رودريغوس (بالإنجليزية: Ray Rodrigues)‏ هو سياسي أمريكي، ولد في 17 أبريل 1970 في بينساكولا في الولايات المتحدة. حزبياً، نشط في الحزب الجمهوري. وقد انتخب عضو مجلس نواب فلوريدا.